# Frizzled
Frizzled（Fz）は非典型的Gタンパク質共役受容体のファミリーであり、Wntシグナル経路や他のシグナル伝達経路の受容体として機能する。Frizzledが活性化された際には、細胞質基質に位置するDishevelledが活性化される。

## 種分布
Frizzledタンパク質とそれらをコードする遺伝子は、海綿動物からヒトまで多くの動物で同定されている。

## 機能
Frizzledタンパク質は、細胞極性、胚発生、シナプス形成、細胞増殖のほか、発生中や成体の個体において多くの過程の制御に重要な役割を果たす。これらの過程は、古典的Wnt/β-カテニン経路、Wnt/カルシウム経路、平面内細胞極性（PCP）経路の3種類のシグナル伝達経路の1つを介して行われる。ヒトのFrizzled-4受容体は、網膜と硝子体に影響が生じる希少疾患である家族性滲出性硝子体網膜症と関連付けられている。
ショウジョウバエのfrizzled（fz）遺伝子座の機能は上皮細胞の細胞骨格を調整し、平行に整列したクチクラの毛や剛毛を作り出す。野生型の翅では全ての毛は遠位端を向いているのに対し、fz変異体では個々の毛の向きは隣接するものとの関係においても個体全体との関係においても変化している。
発生中の翅では、Fzは2つの機能を持つ。細胞内の極性シグナルを近位から遠位へ伝達するために必要であり、また細胞が極性シグナルに応答するためにも必要である。Fzは7本の膜貫通ドメインを持つと推定される膜内在性タンパク質である。このタンパク質には細胞外ドメインと細胞質ドメインが存在し、極性情報を解釈しまた伝達する機能を果たすと考えられる。

## システインリッチドメイン
Frizzledタンパク質には、いくつかの受容体型チロシンキナーゼなど、多様なタンパク質に保存されているシステインリッチドメインが存在する。キイロショウジョウバエDrosophila melanogasterでは、FrizzledファミリーのメンバーはWntに対する細胞表面受容体として機能するようである。Frizzledは7回膜貫通受容体のクラスに属し、細胞外に位置するシステインリッチドメインがWnt結合ドメインとして示唆されている。Frizzledのシステインリッチドメインと配列類似性を示す受容体型チロシンキナーゼには、MuSK、NSK2、ROR1、ROR2など、発生に関与するものが含まれる。このドメインの構造は既知であり、主にαヘリックスから構成される。このドメインには10個の保存されたシステイン残基が存在し、5個のジスルフィド結合を形成している。

## メンバー
ヒトのFrizzled受容体は10種類が知られている。

アポトーシスに関与するシグナル伝達経路の概要

- Frizzled-1（英語版） (FZD1)
- Frizzled-2（英語版） (FZD2)
- Frizzled-3（英語版） (FZD3)
- Frizzled-4（英語版） (FZD4)
- Frizzled-5（英語版） (FZD5)
- Frizzled-6（英語版） (FZD6)
- Frizzled-7（英語版） (FZD7)
- Frizzled-8（英語版） (FZD8)
- Frizzled-9（英語版） (FZD9)
- Frizzled-10（英語版） (FZD10)

## 薬剤標的として
バンチクツマブは5種類のFrizzled受容体に対するモノクローナル抗体であり、がんの治療に向けた開発が行われている。